# Maria Bujnosova-Rostovskaja
Maria Bujnosova-Rostovskaja, född Ekaterina Bujnosova-Rostovskaja 1586, död 1626, var en rysk tsaritsa, gift med tsar Vasilij IV av Ryssland. 
Maria var dotter till furst Pjotr Bujnosov-Rostovskij och Maria Ivanovna. 
Hon förlovades med den senare Vailij IV innan denne blev tsar. Vasilij besteg tronen år 1606. Den 17 januari 1608 ägde bröllopet rum. Hon bytte då namn till Maria, som ansågs mer passande för en tsaritsa. Paret fick två döttrar: Anna (1608-1609) och Anastasia Vasilievna (född 1610). Äktenskapet beskrivs inte som lyckligt. Under kriget avyttrade Maria på Vasilijs order en del kejserliga egendomar för att finansiera trupperna. 
17 juli 1610 avsattes Vasilij. Familjen eskorterades först till ett privathus till Moskva. Några dagar senare tvingades Vasilij att gå i kloster, och strax därefter tvingades även Maria och hennes dotter att gå i ett annat kloster som nunnor. Hon placerades i Ivanono kloster där hon blev nunna under namnet Elena. 